# زردة سوار (مقاطعة دلفان)
زردة سوار (بالفارسية: زرده سوار) هي قرية تقع في قسم كاكاوند الشرقي الريفي (مقاطعة دلفان) في إيران. يقدر عدد سكانها بـ 239 نسمة بحسب إحصاء 2016.